# Брандън Сандерсън
Брандън Сандерсън (на английски: Brandon Sanderson) е американски автор на фентъзи и научна фантастика. Носител е на награда „Хюго“ (2013 г.) и на две награди „Дейвид Гемел“ (2011 и 2015 г.).
Той е известен като създател на света Космер (Cosmere), в който се разгръща действието на повечето от романите му, и най-вече с поредиците „Мъглороден“ и „Летописите на светлината на бурята“. Известен е и с това, че завършва поредицата на Робърт Джордан „Колелото на времето“.
Сандерсън създава Магическите закони на Сандерсън и популяризира термините „твърди и меки магически системи“ (на английски: hard and soft magic systems). През 2008 г. стартира подкаст с автора Дан Уелс и карикатуриста Хауърд Тейлър, наречен Writing Excuses, включващ темите за създаване на жанрово писане и уебкомикси.
През 2016 г. американската медийна компания DMG Entertainment лицензира правата върху цялата вселена на Космера.

## Биография и творчество
Брандън Сандерсън е роден на 19 декември 1975 г. в Линкълн, Небраска, САЩ. Има един по-малък брат – Джордан и две по-малки сестри – Джейн и Лорън. Като дете обича да чете, но после губи интерес към книгите. В 9-и клас обаче, след като прочита Dragonsbane на Барбара Хембли, дадена му от негова учителка, той става страстен читател на епични фентъзи романи (Ан Маккафри, Робърт Джордан, Мелани Роун, Орсън Скот Кард, Дейвид Едингс и др.) и прави неуспешни ранни опити да пише свои собствени истории.
През 1994 г. се записва в специалност „Биохимия“ в университета „Бригам Янг“ в Прово, Юта, а през 1997 г. я сменя с „Английска литература“. В периода 1995 – 1997 г. е доброволец на Църквата на Исус Христос на светиите от последните дни в Южна Корея.
Заема се сериозно с писането, когато е нает за нощна рецепция в хотел, защото това му позволява да пише, докато е на работа. В онзи период той следва денем, работи нощем, за да плаща за обучението си, и пише при всяка удобна възможност. По време на следването си е част от редакцията на студентското списание за фентъзи, хорор и научна фантастика Leading Edge и в последните години от следването си е и негов главен редактор. Освен стажа си в списанието, полезно за творческото му развитие на Брандън е участието му в лекциите на Дейвид Фарланд, автор на популярната поредица „Повелителите на руните“. Фарланд го съвества да присъства на конгреси като WorldCon и World Fantasy, за да се свърже с професионалисти от бранша, което и прави Брандън. Именно така той се запознава с настоящия си агент и с един от редакторите си.
През 2000 г. става бакалавър по изкуства, а през 2005 г. защитава магистърска степен по „Творческо писане“ в университета „Бригам Янг“ в Прово, Юта, където към 2019 г. води същия курс.
До 2003 г. Сандерсън натрупва множество непубликувани романи. Сред тях е и „Елантрис“ (Elantris), написан през 1999 г. и публикуван през 2005 г. от изд. Tor Books, който се радва на добрия прием на критици и читатели. През 2006 г. е ред на „Мъглороден: последната империя“ (Mistborn: The Final Empire), с която се поставя началото на серията „Мъглороден“.
Сандерсън е известен със създаването на Вселената на Космер, в която се развиват повечето от неговите произведения, като тези от сериите „Елантрис“, „Мъглороден“, „Бял пясък“, „Летописите на Светлината на Бурята“ и „Спиращия войната“, и тези включени в сборника Arcanum Unbounded: The Cosmere Collection (2016).
След смъртта на писателя Робърт Джордан Брандън Сандерсън е избран от овдовялата му съпруга Хариет Макдугъл да довърши последната книга от поредицата „Колелото на времето“. „Спомен за Светлина“, наречена така по волята на покойния писател, впоследствие е разделена на три части. Първата книга е издадена през ноември 2009 г., а останалите два тома – през ноември 2010 г. и ноември 2011 г.
През 2011 г. печели наградата на читателите „Дейвид Гемел“ за „Пътят на кралете“. През 2013 г. Сандерсън печели две награди „Хюго“ – за най-добра повест за произведението си „Душата на императора“ (The Emperor's Soul) и заедно с Мери Робинет Коуъл, Ерик Джеймс и Хауърд Тейлър – за нехудожествено произведение (подкаста Writing Excuses Season Seven).
През 2015 г. излиза американският телевизионен филм „Зимен дракон“ (Winter Dragon), базиран на серията „Колелото на времето“.
Брандън Сандерсън живее в Американ Форк, Юта със съпругата си Емили Бушман – негова бивша състудентка и настояща бизнес мениджърка, и тримата им сина.

## Избрани произведения

### Серия „Елантрис“ (Elantris)
1. Elantris (2005)
Eлантрис, изд. „Бард“ (2012), прев. Красимир Вълков, ISBN 9789546553102 
Eлантрис, изд. „Студио Арт Лайн“ (2024), прев. Красимир Вълков, ISBN 9786191934492 (с твърди корици, с допълнителния текст и илюстрации от десетото юбилейно издание); ISBN 9786191934485 (с меки корици)

- The Hope of Elantris (2007) – разказ[4]
- The Emperor's Soul (2012) – награда „Хюго“ за 2013 г.
 Душата на императора, изд. „Студио Арт Лайн“ (2017), прев. Йоана Гацова, ISBN 978-619-193-079-1
 Душата на императора, в „Арканум: Необуздан. Колекцията за Космера“, изд. „Студио Арт Лайн“ (2022), прев. Деница Райкова, ISBN 978-619-193-259-7
- Elantris Deleted Scenes: The Mad Prince (2013) – разказ[5]
- A Special Extra Scene (Elantris) (2015) – разказ
- The Selish System (2016) – разказ

През 2015 г. е публикувано Elantris (Tenth Anniversary Author's Definitive Edition), издание по повод десетата годишнина на книгата „Елантрис“, със същото съдържание на „Елантрис“, но включващо предговор от Дан Уелс и много разширено приложение, включително поредицата от изтрити сцени The Mad Prince. Изкуството е преработено от Айзък Стюарт, който актуализира символите от книгата и картите отпред, отговаряйки по-добре на визията на автора за това как пейзажът се свързва с романа. И има една нова сцена „някъде, където може би не очаквате да я намерите“. Романът ще бъде издаден през пролетта на 2024 г. от „Студио Арт лайн“.

### Серия „Мъглороден“ (Mistborn)
„Мъглороден“ е поредица от епични фентъзи романи, издадени от Tor Books в САЩ. Първите три романа от нея – „Последната империя“, „Кладенецът на възнесението“ и „Героят на времето“, публикувани между 2006 и 2008 г., съставляват оригиналната трилогия, известна като Ера първа. За да подготви читателите за Ера втора, в която действието се развива 300 г. по-късно, Сандерсън написва преходен роман на име „Сплавта на закона“, който се превръща в първата част от тетралогията „Уакс и Уейн“ (Wax and Wayne).

#### Мъглороден Ера първа (Mistborn Era One)
1. The Final Empire (2006), изд. и като Mistborn
Последната империя, изд. „Бард“ (2010), прев. Юлиян Стойнов, ISBN 978-954-655-123-8; изд. „Студио Артлайн“ (2019), ISBN 978-619-193-153-8; 2025 (юбилейно изд.), ISBN 9786191933167
2. The Well of Ascension (2007)
Кладенецът на възнесението, изд. „Бард“ (2010), прев. Юлиян Стойнов, ISBN 978-954-655-146-7; изд. „Студио Арт Лайн“ (2020), ISBN 9786191931682; 2023 (юбилейно изд.), ISBN 9786191933143
3. The Hero of Ages (2008)
Героят на времето, изд. „Бард“ (2011), прев. Юлиан Стойнов, ISBN 978-954-655-186-3; изд. „Студио Арт Лайн“ (2020), ISBN 978-619-193-177-4; 2023 (юбилейно изд.), ISBN 9786191933150

#### Мъглороден Ера втора: „Уакс и Уейн“/ „Мъглороден: 300 г. по-късно“ (Mistborn Era 2: Wax and Wayne Series)
1. The Alloy of Law (2011)
Сплавта на закона: 300 години по-късно, изд. „Бард“ (2011), прев. Юлиан Стойнов, ISBN 978-954-655-262-4; изд. „Студио Арт Лайн“ (2020), ISBN 978-619-193-195-8
2. Shadows of Self (2015)
Отсенки от себе си, изд. „Студио Арт Лайн“ (2017), прев. Йоана Гацова; Петър Тушков, ISBN 978-619-193-088-3
3. Bands of Mourning (2016)
Оковите на скръбта, изд. „Студио Арт Лайн“ (2018), прев. Йоана Гацова, ISBN 978-619-193-119-4
4. The Lost Metal (2022)
Изгубеният метал, изд. „Студио Арт Лайн“ (2023), прев. Деница Райкова, ISBN 978-619-193-305-1

- Части 1 – 3 съставляват оригиналната трилогия, а части 4 – 7 – серията Wax and Wayne

### Серия „Летописите на Светлината на Бурята“ (The Stormlight Archive)
1. The Way of Kings (2010) – фентъзи награда „Дейвид Гемел“ (2011)
Пътят на кралете, изд. „Студио Арт Лайн“ (2014), прев. Борис Шопов, ISBN 978-954-2908-61-6 ; 2024, ISBN 9786191933792 (лимитирано изд.); 2024, ISBN 9786191933808 (юбилейно изд.)
2. Words of Radiance (2012) – фентъзи награда „Дейвид Гемел“ (2015)
Сияйни слова, изд. „Студио Арт Лайн“ (2014), прев. Борис Шопов, Катерина Георгиева, ISBN 978-619-193-003-6; 2024, ISBN 9786191933839 (лимитирано изд.), 2024, ISBN 9786191933846 (обикновено изд. с твърди корици)
3. Oathbringer (2017)
Заклеващия, изд. „Студио Арт Лайн“ (2017), прев. Йоана Гацова, Вихра Манова, ISBN 978-619-193-110-1; 2024, ISBN 9786191933778 (лимитирано изд.); 2024, ISBN 9786191933785 (обновено изд. с твърди корици)
4. Rhythm of War (2020)
Ритъмът на войната, изд. „Студио Арт Лайн“ (2020), прев. Цветана Генчева, ISBN 978-619-193-202-3; 2024, ISBN 9786191933822 (лимитирано изд.)
5. Wind and Truth (2024)
Вятър и истина, изд. „Студио Артлайн“ (2025), прев. Цветана Генчева, ISBN 9786191935086; 2025, ISBN 9786191935093 (лимитирано изд.)

- Prelude to the Stormlight Archive (2010) – разказ
- Rysn (2012) – разказ
„Рисн“, в сборника „Епично: легенди на фентъзито“, изд. „Студио Арт Лайн“ (2014), прев. Александър Христов, Борис Шопов, ISBN 978-954-2908-98-2
- Deleted Scenes from the 2002 Version of The Way of Kings (2014) – откъси
- Stormlight Archive Scene (2014) – допълнителна сцена към серията
- The Thrill (2016) – разказ
- The Rosharan System (2016) – разказ
- Edgedancer (2016) – повест
- The Stormlight Archive – A Pocket Companion to The Way of Kings and Words of Radiance (2016) – справочник (лимитирано издание)

### Серия „Бял пясък“ (White Sand)
графично издание на изд. „Dynamite Entertainment“, адаптация Рик Хоскин
1. White Sand Volume 1 (2016)
Бял пясък, изд. „Студио Арт Лайн“ (2016), прев. Йоана Гацова, ISBN 978-619-193-089-0
2. White Sand Volume 2 (2018)
3. White Sand Volume 3 (2019)

### Серия „Спиращия войната“ (Warbreaker)
1. Warbreaker (2009)
Спиращият войната, изд. „Бард“ (2014), прев. Валерий Русинов, ISBN 9789546553102 ; изд. „Студио Арт Лайн“ (2023), прев. Валерий Русинов, ISBN 978-619-193-331-0 (мека корица)[9]; ISBN 978-619-193-332-7 (твърда корица)[10], с включени допълнителни цветни илюстрации и редакция на превода
2. Nightblood – предстоящ

### Други произведения в света на Космера (Cosmere)
- Arcanum Unbounded: The Cosmere Collection (2016) – сборник
Арканум: Необуздан. Колекцията за Космера, изд. „Студио Арт Лайн“ (2022), прев. Деница Иванова Райкова, ISBN 978-619-193-259-7[11]
- The Traveler (2018) – миниразказ[12]

### Серия „Възмездителите“ (The Reckoners)
1. Steelheart (2013) 
Стоманеното сърце, изд. „Студио Арт Лайн“ (2013), прев. Борис Шопов, ISBN 978-954-2908-69-2; 2018, ISBN 978-619-193-113-2 (мека корица)
2. Firefight (2015)
Зарево, изд. „Студио Арт Лайн“ (2015), прев. Борис Шопов; Катерина Георгиева, ISBN 978-619-193-017-3; 2018, ISBN 978-619-193-114-9
3. Calamity (2016)
Злочестие, изд. „Студио Арт Лайн“ (2016), прев. Борис Шопов; Катерина Георгиева, ISBN 978-619-193-045-6; 2018, ISBN 978-619-193-115-6

- Mitosis (2013) – повест

### Серия „Към небето“ (Skyward)[7]
1. Skyward (2018)
Към небето, изд. „Студио Арт Лайн“ (2019), прев. Цветана Генчева, ISBN 978-619-193-147-7 (луксозна корица); 2020, ISBN 978-619-193-188-0 (мека корица)
2. Starsight (2019)
Към звездите, изд. „Студио Арт Лайн“ (2020), прев. Цветана Генчева. ISBN 978-619-193-194-1 ; 2021 (мека корица), ISBN 9786191932306
3. Cytonic (2021)
Към никъде, изд. „Студио Арт Лайн“ (2022), прев. Цветана Генчева. ISBN 978-619-193-245-0 ; 2021 (луксозна корица), ISBN 9786191932450
4. Defiant (2023)
Към края, изд. „Студио Арт Лайн“ (2024), прев. Цветана Генчева. ISBN 978-619-193-358-7 (мека корица); ISBN 978-619-193-359-4 (твърда корица).
Към серията приинадлежат:
- 0. 5 Defending Elysium (2008) (Защитата на Елисиум), фен превод 2022 г., разказ
- 2.1 Sunreach (2021) (Сънрийч), фен превод 2022 г., новела
- 2.2. ReDawn (2021) (РеДаун), фен превод 2022 г., новела
- 3.1 Evershore (2021) (Евършор), фен превод 2022 г., новела

### „Тайни проекти“ (Secret Project)
През март 2022 г. Брандън Сандерсън изненадва издателския свят с най-успешната кампания за групово финансиране на Kickstarter в историята за четири романа, които той пише тайно по време на пандемията от COVID-19. Книгите се издават на всеки три месеца през 2023 г. – 10 януари, 11 април, 11 юли и 10 октомври.
1. Tress of the Emerald Sea (2023) 
Трес от Смарагдово море, изд. „Студио Арт Лайн“ (2023), прев. Мартина Неделчева, ISBN 978-619-193-353-2[13]
2. The Frugal Wizard's Handbook for Surviving Medieval England (2023) 
Наръчник на пестеливия магьосник за оцеляване в средновековна Англия, изд. „Студио Арт Лайн“ (2024), прев. Калина Бачеванова, ISBN 978-619-193-372-3
3. Yumi and the Nightmare Painter (2023)
Юми и художникът на кошмари, изд. „Студио Арт Лайн“ (2024), прев. Мартина Неделчева, ISBN 978-619-193-457-7
4. The Sunlit Man (2023) 
Озарения, изд. „Студио Арт Лайн“ (2024), прев. Мартина Неделчева, ISBN 978-619-193-438-6
5. Isles of the Emberdark (2025)[14]

### Серия „Колелото на времето“ (Wheel of Time) – с Робърт Джордан
12. The Gathering Storm (2009)
Буря се надига, изд. „Бард“ (2010), прев. Валерий Русинов, ISBN 9546551085 ; 2024, ISBN 9789546551085
13. Towers of Midnight (2010)
Среднощни кули, изд. „Бард“ (2011), прев. Валерий Русинов, ISBN 9546552181 ; 2025, ISBN 9789546552181
14. A Memory of Light (2013)
Спомен за Светлина, изд. „Бард“ (2013), прев. Валерий Русинов, ISBN 9546554000, 2025, ISBN 9789546554000
- River of Souls (2013) – разказ
- A Fire Within the Ways (2019) – повест

## Магическите закони на Сандерсън
Идеята за твърда магия и мека магия е популяризирана от Сандерсън за изграждането на свят и за създаването на магически системи в измислени среди. Терминологията произхожда от твърди и меки науки, твърда научна фантастика, твърдо фентъзи и мека научна фантастика, и двата термина са приблизителни начини за характеризиране на двата края на спектъра. Твърдите магически системи следват специфични правила, магията се контролира и обяснява на читателя в наратива, подробно описващ механиката зад начина на „действие“ на магията; може да се използва за изграждане на интересни светове, които се въртят около магическата система. Меките магически системи могат да нямат ясно дефинирани правила или ограничения или могат да предоставят ограничено изложение на тяхната работа; те се използват, за да създадат чувство на учудване у читателя.
Трите закона за магията на Сандерсън са насоки за творческо писане, които могат да се използват за създаване на магически системи за фантастични истории.
1. Способността на автора да разрешава конфликта с магия е пряко пропорционална на това колко добре читателят разбира споменатата магия.[24]
2. Слабостите, ограниченията и разходите са по-интересни от силите.[25]
3. Авторът трябва да разшири това, което вече е част от магическата система, преди да се добави нещо съвсем ново, тъй като това в противен случай може изцяло да промени начина, по който магическите системи се вписват в измисления свят.[26]